# Imbrasia heroum
Imbrasia heroum är en fjärilsart som beskrevs av Charles Oberthür 1910. Imbrasia heroum ingår i släktet Imbrasia och familjen påfågelsspinnare. Inga underarter finns listade i Catalogue of Life.